# Sterope (Plejada)
Sterope (także Asterope; gr. Στερόπη Sterópē, Ἀστερόπη Asterópē, łac. Sterope, Asterope) – w mitologii greckiej nimfa, jedna z siedmiu Plejad.
Uchodziła za córkę tytana Atlasa i Okeanidy Plejone (lub Okeanidy Ajtry). Była siostrą Alkione, Elektry, Kelajno, Mai, Merope, Tajgete, a także Hiad i Hyasa. Ze związku z Aresem miała syna Ojnomaosa. Według innych źródeł poślubiła Ojnomaosa, a jeszcze inny przekaz mówi, że była żoną Hyperochosa i to właśnie z nim miała syna Ojnomaosa.
Mityczna Sterope (Asterope) jest identyfikowana z gwiazdą Asterope (Sterope) w Plejadach, w gwiazdozbiorze Byka. Na niebie sąsiaduje z Hiadami (gromadą otwartą gwiazd w gwiazdozbiorze Byka) i konstelacją Oriona, które są z nią mitologicznie powiązane.